# Università di Chiang Mai
L'Università di Chiang Mai (in thailandese มหาวิทยาลัยเชียงใหม่, Mahawitthayalai Chiang Mai; in inglese Chiang Mai University) è un'università pubblica situata a Chiang Mai, nella Thailandia del Nord (Thailandia).

## Storia
L'università di Chiang Mai venne fondata nel 1964, ed è il più longevo istituto di istruzione terziaria nel nord della Thailandia nonché la più antica università all'infuori dalla capitale Bangkok. Nel 2015, l'Università fu sede delle Olimpiadi internazionali della matematica. È la principale università pubblica nella Thailandia del Nord e nel primo semestre del 2018 contava 35 121 studenti.